# Tepe Asiab
Tepe Asiab je archeologická lokalita v pohoří Zagros na západě Íránu severovýchodně od Tepe Guranu. Jeho přerušované osídlení je datováno do let 7100 - 6150 př. n. l., jeho počátky náleží ještě protoneolitické šánídár-karím-šáhirské kultuře, kterou zde vystřídala kultura džarmská z raného neolitu. 
Jsou zde doklady výroby kamenných nástrojů, základů osady a způsobů obživy. Existují náznaky počátků domestikace rostlin i zvířectva podobně, jako je tomu v blízkém Tepe Guranu , Ganj e-Draheu a Ali Koši. Hroby jsou jámové, pohřbení jsou posypáni červeným okrem.